# 朱頌霏
朱頌霏（英語：Hazel Chu，1980年—），爱尔兰女政治家，首都都柏林市市长（2020年6月－2021年6月）、綠黨黨主席。朱頌霏也是爱尔兰共和国历史上首位港裔市长。

## 家庭背景
朱頌霏的父母为英屬香港新界原居民，客家人父亲来自沙頭角鹿頸附近的雞谷樹下，母亲来自沙田小瀝源，两人在1970年代的香港移民潮中移居爱尔兰。移居至爱尔兰后，父亲曾于餐厅工作，并和朱頌霏的母亲相遇，两人曾经经营过流动小吃摊贩和中餐馆。朱頌霏的父母离异后，父亲回到香港经营咖啡馆，而母亲则继续留在爱尔兰经营多间中餐馆，朱頌霏也不时来往香港和爱尔兰两地探望家人。
朱頌霏于1980年11月在都柏林出生，早年就读于爱尔兰国立大学都柏林分校，并参与校内的辩论队，后来于国王因斯学会就读法学，成为爱尔兰首位獲授予出庭資格的港裔律师。毕业后，朱頌霏曾在中国广西壮族自治区的偏远地区学校担任志愿教师，也曾于爱尔兰国内、澳大利亚、新西兰和美国多地工作，受聘于帝亞吉歐等企业和机构。朱頌霏现和愛爾蘭綠黨黨员帕特里克·科斯特洛育有一女。

## 政治生涯
2014年，朱頌霏开始为愛爾蘭綠黨成员帕特里克·科斯特洛助选都柏林市议员，两年后加入綠黨，并于2019年12月当选该党党主席。2020年6月29日，朱頌霏当选第352任都柏林市市长，任期为一年。朱頌霏成为爱尔兰共和国首位有色人种、首位华裔市长，也是担任欧洲各国首都市长的首位华裔女性。在担任市长和竞选都柏林市议员期间，朱頌霏受到了种族歧视和质疑她的华裔背景，也有极右翼示威者在都柏林市长官邸前示威，向她和女儿辱骂。
朱頌霏也关心香港的政制发展，在Twitter评论2019年香港區議會選舉时表示为香港人加油。